# ابن حبيش
ابن حُبَيْش (504 - 584 هـ / 1111 - 1188م)، عبد الرحمن بن محمد بن عبد الله الأنصاري الأندلسي، أبو القاسم ابن حبيش: مؤرخ، عالم بالعربية والقرآت، من الحفاظ. من أهل ألمرية. ولي القضاء بجزيرة شقر، ثم بمرسية وتوفي فيها.
قال الذهبي: «ابن حبيش القاضي الإمام، العالم الحافظ، الثبت». له كتاب (المغازي) مجلدات. ويظهر أهمية كتابه في اقتباسه من مصادر مفقودة في الردة والفتوح أهمها كتاب الردة للواقدي، وكتاب يعقوب بن محمد الزهري، و كتاب فتوح العراق منذ أيام أبي بكر وإلى آخر أيام عمر للمدائني.